# Zeytinburnu, İzmit
Zeytinburnu là một xã thuộc thành phố İzmit, tỉnh Kocaeli, Thổ Nhĩ Kỳ. Dân số thời điểm năm 2010 là 227 người.